# Dolichoderus obliteratus
Dolichoderus obliteratus är en myrart som först beskrevs av Samuel Hubbard Scudder 1877.  Dolichoderus obliteratus ingår i släktet Dolichoderus och familjen myror. Inga underarter finns listade i Catalogue of Life.